# 大柳生村
大柳生村（おおやぎゅうそん）は奈良県北部、添上郡に属していた村。現在は奈良市の東部。

## 歴史
- 1889年（明治22年）4月1日 - 町村制の施行により、添上郡 大柳生村、阪原村、大平尾村、忍辱仙村、大慈仙村が合併し添上郡大柳生村が成立。
- 1957年（昭和32年）9月1日 - 田原村、柳生村、東里村、狭川村とともに奈良市へ編入される。同日大柳生村廃止。

## 地名伝承
村内山口神社の北隣に「柳の森」と呼ばれる小さな森があり、昔天をつくばかりに大きな柳の木があり、大柳生の地名もここから生まれた。この柳は弘法大師が杖にしていたのをこの地に挿したのが大きくなったと伝わっていたが、京都の三十三間堂が建立される際、棟木に柳を用いることとなり、この柳も求められた。大勢の人を集め運ぼうとしたが全く動かなかったところ、どこからともなく現れた小人が音頭をとると、するすると動き始めたという。

## 学校
- 奈良県立奈良高等学校大柳生分校：1974年廃校。